# Bernardino Campi pintando a Sofonisba Anguissola
Bernardino Campi pintando a Sofonisba Anguissola es una pintura de Sofonisba Anguissola, datada en 1559, que representa al pintor Bernardino Campi mientras ejecuta el retrato de su alumna Sofonisba Anguissola.

## Descripción e historia
El pintor Bernardino Campi aparece al natural, frente a un óleo que representa a la joven Sofonisba, con un rico vestido carmesí bordado y abierto en el cuello alto, donde aparece el cuello blanco de la camisa. En las manos sujeta un par de guantes, como si acabara de llegar para posar. A la rigidez de Sofonisba se contrapone la pose suave del pintor que mira hacia el exterior del cuadro, lo que subraya la diferencia entre la persona real (el pintor) y la representación pictórica de una persona (Sofonisba). La pintura sugiere una ilusión espacial; se inspira en Giovanni Battista Moroni y pertenece a la corriente del naturalismo lombardo. La mirada de Bernardino Campi descansa, fuera del cuadro, sobre la Sofonisba real, en un referente espiritual y simbólico que posteriormente desarrollará Diego Velázquez. Una compleja red de emociones se entrelaza entre alumna y maestro: la Sofonisba real, que el espectador no ve porque está fuera del cuadro, mira a su maestro Campi que la está pintando, mientras el pintor no mira su obra sobre el caballete, sino a Sofonisba.
Algunas partes de la pintura, por ejemplo las decoraciones doradas del vestido de Sofonisba, habían desaparecido, así como las veladuras sobre las manos de Sofonisba y del pintor, donde es evidente un arrepentimiento tras una moderna limpieza y restauración que ha restituido las partes faltantes e iluminado el vestido de la chica que permanece rígida, al contrario que el pintor: quizás Sofonisba ha captado en su imagen un eco del estilo de Campi.

### Educación artística
Amilcare Anguissola había presentado a sus dos hijas mayores, Sofonisba y Elena, en la casa de Bernardino Campi, donde vivieron un par de años, con el objetivo de familiarizarse con el arte del dibujo y la pintura. Esta opción, rara en la época, formaba parte de un preciso programa de educación y de formación femenina, dentro de la familia Anguissola. Las dos chicas hicieron por tanto su aprendizaje, como invitadas habituales de los Campi: aprendieron a retratar 'al natural', partiendo del dibujo sobre la hoja cuadriculada y a veces utilizando modelos de cera, esculpidos por ellas mismas. Su aprendizaje terminó en 1550, cuando Campi se mudó a Milán.

### La crítica de arte
Esta pintura, perteneciente a la colección Spannocchi, llegó a la Pinacoteca Nacional de Siena bajo la genérica atribución "un pintor veneciano anónimo" y la hipótesis de que se tratara de una obra de Tintoretto o de Paolo Veronese. Giovanni Morelli identificó las dos figuras - Bernardino Campi y Sofonisba - y encontró al autor de la obra: la misma Sofonisba Anguissola, hipótesis confirmada por Bernard Berenson. El catálogo del museo sienés registró la nueva atribución en la edición de 1909.
Gracias a la publicación de documentación inédita, sobre la relación entre Mantua y Sofonisba Anguissola, Clara Tellini Perina sugirió la hipótesis de que la pintura procediera de las colecciones de los Gonzaga, visto que, en un inventario de 1628, aparecía "un cuadro pintado de Sofonisba Angosciuola et el retrato de M. Fermo con cornisas". Pero el personaje retratado no podía ser Fermo Ghisoni (un alumno de Giulio Romano) y Bernardino Campi fue identificado por la erudita, gracias a un medallón y un retrato grabado de él.
La estudiosa española Maria Kusche pospuso la fecha a 1559, en el supuesto de que el cuadro fue pintado en España, de memoria y sobre la base de un dibujo anterior. Hasta entonces había sido datado a finales de los años 1540.